# Matej Špehar
Matej Špehar , slovenski radijski voditelj, * 15. maj 1973, Ljubljana.
Matej Špehar je bil eden izmed voditeljev Radia Aktual, pred tem pa sovoditelj Hitove budilke na Radiu Hit. Je dobitnik viktorja za radijsko osebnost leta 2007. Iz radijskih medijev, kjer je bil programski direktor in urednik radia Hit in radijske mreže RGL (R. Salomon, Veseljak, Aktual, Studio D) je presedlal na družabna (socialna) omrežja, kjer se je specializiral predvsem za Facebook. Piše tudi blog o fenomenu družabnih medijev.